# Hans-Wilhelm Renkhoff
Hans-Wilhelm Renkhoff (* 19. Januar 1927 in Düsseldorf; † 9. März 2011 in Marktheidenfeld) war ein deutscher Unternehmer. Gemeinsam mit Karl-Friedrich Wagner hat er die Firma Warema gegründet. Daneben hat er sich auch gesellschaftlich stark engagiert, z. B. im Rationalisierungskuratorium der Deutschen Wirtschaft, im Wirtschaftsbeirat der Union, bei der Sparkasse Main-Spessart, im Marketing-Club Mainfranken, für den Universitätsbund Würzburg sowie für die Fachhochschule  Würzburg-Schweinfurt.

## Werdegang
Hans-Wilhelm Renkhoff absolvierte zunächst eine Ausbildung als technischer Zeichner. Es folgten Kriegseinsatz, Verwundung und Lazarettaufenthalt, Gefangenschaft und Aufräumdienste. 1945 kam er frei und begann eine Lehre als Maurer. Mit 28 Jahren gab er den Job als Geschäftsführer in einem westdeutschen Industrieunternehmen für Antriebstechnik auf und entschloss sich 1955 in die Selbständigkeit zu wechseln.
Gemeinsam mit Karl-Friedrich Wagner gründete er 1955 den Sonnenschutzhersteller Warema in einem ehemaligen Pferdestall in Marktheidenfeld. Nach dem Unfalltod seines Geschäftspartners im Jahr 1958 führte er das Unternehmen als alleiniger Geschäftsführer weiter und entwickelte es zum europäischen Marktführer für technischen Sonnenschutz. Zum Jahresende 1998 zog er sich aus dem operativen Geschäft zurück und war bis 2007 Aufsichtsratsvorsitzender des Unternehmens. Die Unternehmensführung ging 1998 an eine seiner vier Töchter, Angelique Renkhoff-Mücke, über.

## Engagement
1995 rief er zugunsten der Technischen Hochschule Würzburg-Schweinfurt eine nach ihm benannte Stiftung ins Leben, die Wissenschaft, Forschung und Entwicklung wie auch die praxisnahe und mittelstandsbezogene Ausbildung von Ingenieuren und Betriebswirten fördert. Es werden beispielsweise Stipendien finanziert, aber auch Projekte der Jugend- und Altenhilfe, oder der Gleichberechtigung unterstützt.
Er engagierte sich stark bei den lokalen Vereinen: dem TV Marktheidenfeld, dem Bayerischen Roten Kreuz, dem Tennis-Club Marktheidenfeld und dem Jägerverband. Vom TV Marktheidenfeld wurde er zum Ehrenmitglied ernannt. Ebenso war er dem Bürgermeister immer ein Berater gewesen. Renkhoff engagierte sich außerdem in verschiedenen Gremien der IHK. Des Weiteren unterstützte er die örtliche Sozialeinrichtung Lebenshilfe. Hier war er auch lange Zeit Stellvertreter des Vorsitzenden gewesen.

## Ehrungen
- Bundesverdienstkreuz
- 1987: Ehrenring der Stadt Marktheidenfeld
- 1991: Bayerischer Verdienstorden
- 1992: Ehrensenator der Fachhochschule Würzburg-Schweinfurt[6]
- 1996: Ehrenbürger von Marktheidenfeld
- Benennung der Hans-Wilhelm-Renkhoff-Straße in Marktheidenfeld
- Benennung der Hans-Wilhelm-Renkhoff-Halle in Marktheidenfeld